# إسماعيل سانشيز
إسماعيل سانشيز هو دراج دومينيكاني، ولد في 17 يونيو 1982 في لا فيغا في جمهورية الدومينيكان.

## وصلات خارجية
- إسماعيل سانشيز على موقع أرشيف الدراجات (الإنجليزية)
- إسماعيل سانشيز على موقع إحصائيات الدراجات الإحترافية (الإنجليزية)
- إسماعيل سانشيز على موقع نسبة الدراجات (الإنجليزية)